# Srikanth Kidambi
Srikanth Kidambi, né le 7 février 1993 à Guntur, Inde, est un joueur professionnel de badminton. En novembre 2014, il bat Lin Dan en finale de l'Open de Chine, devenant le premier indien à gagner un titre en Super Series.
Il remporte son second tournoi Super Series quelques mois plus tard, en mars 2015, en battant Viktor Axelsen en finale de l'Open d'Inde.

## Résultats individuels
| Année | Compétition          | Niveau          | Lieu      | Résultat       |
| ----- | -------------------- | --------------- | --------- | -------------- |
| 2017  | Open de France       | Super Series    | Paris     | Vainqueur      |
| 2017  | Open du Danemark     | Super Series    | Odense    | Vainqueur      |
| 2017  | Open d'Australie     | Super Series    | Sydney    | Vainqueur      |
| 2017  | Open d'Indonésie     | Super Series    | Jakarta   | Vainqueur      |
| 2017  | Open de Singapour    | Super Series    | Singapour | Finaliste      |
| 2017  | Open GPG d'Inde      | Grand Prix Gold | Lucknow   | Demi-finaliste |
| 2016  | Open d'Australie     | Super Series    | Sydney    | Demi-finaliste |
| 2016  | Open GPG d'Inde      | Grand Prix Gold | Lucknow   | Vainqueur      |
| 2016  | Open GPG de Malaisie | Grand Prix Gold | Penang    | Demi-finaliste |
| 2015  | Open GPG d'Indonésie | Grand Prix Gold | Malang    | Finaliste      |
| 2015  | Open d'Inde          | Super Series    | New Delhi | Vainqueur      |
| 2015  | Open de Suisse       | Grand Prix Gold | Bâle      | Vainqueur      |
| 2015  | Open GPG d'Inde      | Grand Prix Gold | Lucknow   | Finaliste      |
| 2014  | Masters Finals       | Super Series    | Dubaï     | Demi-finaliste |
| 2014  | Open de Hong Kong    | Super Series    | Kowloon   | Demi-finaliste |
| 2014  | Open de Chine        | Super Series    | Fuzhou    | Vainqueur      |
| 2014  | Open de Singapour    | Super Series    | Singapour | Demi-finaliste |
| 2014  | Open GPG d'Inde      | Grand Prix Gold | Lucknow   | Finaliste      |
| 2013  | Open de Thaïlande    | Grand Prix Gold | Bangkok   | Vainqueur      |